# Slivno (żupania szybenicko-knińska)
Slivno – wieś w Chorwacji, w żupanii szybenicko-knińskiej, w mieście Szybenik. W 2011 roku liczyła 110 mieszkańców.